# Tiền sản giật
Tiền sản giật là một rối loạn thai nghén đặc trưng bằng việc có huyết áp cao và thường có lượng lớn protein trong nước tiểu. Chứng này bắt đầu sau 20 tuần của thai kỳ. Trong trường hợp bệnh nặng có thể có sự cố hồng cầu trong máu, giảm tiểu cầu trong máu, chức năng gan bị suy giảm, rối loạn chức năng thận, sưng tấy, khó thở do chất lỏng trong phổi, hoặc rối loạn thị giác. Tiền sản giật làm tăng nguy cơ rủi ro cho cả mẹ và em bé. Nếu không chữa trị, nó có thể dẫn đến co giật lúc này nó được gọi là sản giật.
Các yếu tố rủi ro cho tiền sản giật là béo phì, tiền sử cao huyết áp, tuổi già, và tiểu đường. Tiền sản giật cũng dễ xảy ra hơn với người phụ nữ có con đầu hoặc sinh đôi. Cơ chế cơ bản liên quan đến việc hình thành bất thường của mạch máu trong nhau thai, ngoài ra còn có các yếu tố khác. Hầu hết các trường hợp được chẩn đoán trước khi sinh. Hiếm khi, tiền sản giật có thể bắt đầu trong giai đoạn sau khi sinh. Trong khi tiền sử huyết áp cao và protein trong nước tiểu là bắt buộc để thực hiện chẩn đoán, một số định nghĩa cũng bao gồm những người có huyết áp cao và rối loạn chức năng của bất kỳ cơ quan liên quan nào. Huyết áp được coi là cao khi vượt quá 140 mmHg tâm thu hoặc 90 mmHg tâm trương ở hai thời điểm khác nhau, hơn bốn giờ đồng hồ của một người phụ nữ sau khi hai mươi tuần mang thai. Tiền sản giật được thường xuyên sàng lọc trong quá trình chăm sóc trước khi sinh.
Các biện pháp phòng chống bao gồm: aspirin với những người có nguy cơ cao, bổ sung calci trong các vùng thiếu chất, và điều trị người có tiền sử huyết áp cao bằng thuốc. Với những người có bệnh tiền sản giật phẫu thuật lấy thai nhi và nhau thai là một điều trị hiệu quả. Khi nào cần phẫu thuật phụ thuộc vào mức độ nặng của tiền sản giật và số tuần thai nghén của sản phụ. Thuốc huyết áp, như labetalol và methyldopa, có thể dùng để cải thiện sức khỏe sản phụ trước khi sinh. Magie sulfat có thể dùng để phòng chống tiền sản giật với những ca bệnh nặng. Nghỉ ngơi tại giường và thêm muối ăn không tỏ ra hiệu quả cho cả việc chữa trị hoặc phòng chống bệnh.
Tiền sản giật ảnh hưởng tới 2–8% số sản phụ trên toàn cầu. Cao huyết áp trong thai kỳ (trong đó bao gồm tiền sản giật) là một trong những nguyên nhân phổ biến nhất gây tử vong do mang thai. Bệnh này gây ra 29,000 ca tử vong trong năm 2013 – giảm từ 37,000 ca tử vong trong năm 1990. Tiền sản giật thường bắt đầu sau 32 tuần; tuy vậy nếu bệnh bắt đầu sớm hơn thì thường có hậu quả nặng nề hơn. Phụ nữ đã bị tiền sản giật sẽ có nguy cơ bị bệnh tim và tai biến sau này cao hơn. Hippocrates là người đã mô tả bệnh này lần đầu tiên vào thế kỷ 5 TCN.